# Babylon 5
Pour les articles homonymes, voir Babylon.
2267, ultime croisade
Babylon 5 ou Babylone 5 au Québec, est une série télévisée de science-fiction américaine en 110 épisodes de 46 minutes et 6 téléfilms (dont le pilote) de 90 minutes, créée par Joe Michael Straczynski et diffusée du 22 février 1993 au 27 octobre 1997 en syndication (saisons 1 à 4), puis du 21 janvier au 25 novembre 1998 sur la chaîne TNT (saison 5).
En France, la série a été diffusée du 14 mars 1995 au 21 février 1999 sur Canal+, et au Québec à partir de février 2000 sur Canal Z.

## Synopsis
En 2258, 10 ans après la guerre entre l'Alliance Terrienne et la Fédération Minbarie, le Commandant Jeffrey Sinclair, puis le Capitaine John Sheridan, prennent successivement le commandement d'une station spatiale diplomatique appelée Babylon 5. Située dans une zone neutre de l'espace, elle accueille les représentants des différentes races composant la communauté galactique et regroupe — au sein d'un Conseil décidé à maintenir la paix et la prospérité dans la galaxie — les ambassadeurs des principales puissances galactiques:
- L'Alliance Terrienne (qui commande la station Babylon 5) ;
- La Fédération Minbarie ;
- La République Centaurie ;
- Le Régime Narn ;
- L'Empire Vorlon ;
- La Ligue des Mondes Non-Alignés, qui regroupe une série de puissances de moindre importance ayant décidé de travailler ensemble pour obtenir plus de poids dans la politique galactique.

Mais la mission de Sinclair, puis celle de Sheridan, s'avère particulièrement difficile à cause des conflits entre les différentes races (les Centauris (en) contre les Narns (en)) et des dissensions internes (chez les Minbaris et aussi sur Terre). Petit à petit, des indices semblent prouver l'existence d'une antique race aux desseins destructeurs, les Ombres.

## Distribution
- Michael O'Hare (VF : Gérard Rinaldi) : Commandant Jeffrey Sinclair (saison 1, trois épisodes des saisons 2 et 3)
- Bruce Boxleitner (VF : Hervé Bellon puis Bruno Carna) : Capitaine/Président John Sheridan (saisons 2 à 5)
- Claudia Christian (VF : Laurence Crouzet) : Lieutenant-Commandant/Commandant Susan Ivanova (saisons 1 à 4)
- Jerry Doyle (VF : Georges Caudron) : Major Michael Garibaldi, Chef de la sécurité
- Mira Furlan (VF : Véronique Augereau) : Ambassadrice Delenn
- Richard Biggs (VF : Bertrand Liebert) : Dr Stephen Franklin
- Bill Mumy (VF : Serge Faliu) : Lennier
- Patricia Tallman (VF : Marie-Laure Beneston) : Lyta Alexander (pilote, saisons 2 à 5)
- Andreas Katsulas (VF : Jean-Pierre Leroux) : Ambassadeur G'Kar
- Peter Jurasik (VF : Gilbert Levy) : Ambassadeur Londo Mollari
- Ardwight Chamberlain (en) (VF : Michel Tugot-Doris puis Pierre Hatet) : Ambassadeur Kosh Naranek (saisons 1 à 5)
- Stephen Furst (VF : Daniel Lafourcade) : Vir Cotto
- Walter Koenig (VF : Philippe Peythieu) : Alfred Bester (saisons 1 à 5)
- Andrea Thompson (VF : Sophie Lepanse) : Talia Winters (saisons 1 et 2)
- Jason Carter (VF : Bernard Bollet) : Marcus Cole (saisons 3 et 4)
- Tracy Scoggins (VF : Françoise Cadol) : Capitaine Elizabeth Lochley (saison 5)
- Robert Foxworth : Général Willam Hague, Chef d'État-Major des Forces Terriennes (saison 2)
- Julie Caitlin Brown (VF : Anne Ludovik) : Na'Toth (saisons 1 et 5)
- Mary Kay Adams (en) (VF : Anne Ludovik) : Na'Toth (saison 2)
- Robert Rusler (en) (VF : Pierre Tessier) : Lieutenant Warren Keffer (saison 2)
- Jeff Conaway (VF : Patrick Borg) : Sergent Zack Allan (saisons 2 à 5)
- Ed Wasser (en) (VF : Jean-François Aupied) : M. Morden (saisons 1 à 5)
- Wayne Alexander (en) : Sebastian (VF : Gérard Rinaldi), Lorien (VF : Jean-Pierre Leroux puis José Luccioni), Drazi captif d'Alliance Terrienne (VF : Jean-Claude Sachot), des rôles de Drazis et de Drakhs (saisons 2 à 5)
- Kim Strauss (en) : Ambassadeur Vizak des Drazis
- Tim Choate (en) (VF : Jean-Claude Sachot) : Zathras (saisons 1, 3 et 4)
- Robin Atkin Downes (VF : Stéphane Ronchewski) : Byron Gordon (saison 5)
- Wortham Krimmer (en) (VF : Bernard Lanneau) : Empereur Carthagia (saison 4)
- Richard Gant (VF : Mario Santini) : Capitaine Edward McDougan (saison 4)
- Rance Howard (VF : Jean-Pierre Moulin) : David Sheridan (saison 4)
- Michael York (VF : Claude Giraud) : David « Arthur » McIntyre
- Tamlyn Tomita : Lieutenant-Commandant Laurel Takashima (en) (pilote)
- Voix additionnelles : Pierre Hatet, Benoît Allemane, Patrick Laplace, Bernard Lanneau (dont narration dans le générique de la saison 1), Jean-Pierre Moulin, Mario Santini, Jean-Claude Sachot, Michel Modo, Jean-François Aupied, Marie-Laure Beneston, Marc Alfos, Yves Barsacq, etc.

 Source et légende : version française (VF) sur RS Doublage

## Fiche technique
- Créateur : Joe Michael Straczynski
- Conseiller exécutif : Harlan Ellison
- Producteurs : John Copeland et Robert Latham Brown
- Coproducteurs : Skip Beaudine, Richard Compton, George Johnsen
- Producteurs exécutifs : Douglas Netter et Joe Michael Straczynski
- Productrice associée : Susan Norkin
- Musique :
  - Stewart Copeland, version originale du pilote Babylon 5: The Gathering de Richard Compton (en)
  - Christopher Franke (Sonic Images Records), ensemble de la série
- Photographie : John C. Flinn III et Fred V. Murphy
- Montage : Skip Robinson, Suzanne Sternlicht, David W. Foster, Kathie Burr et Lisa M. Citron
- Distribution : Mary Jo Slater, Fern Champion, Mark Paladini et Steve Brooksbank
- Création des décors : John Iacovelli
- Création des costumes : Ann Bruice
- Effets spéciaux de maquillage : John Vulich et Everett Burrell
- Effets spéciaux visuels : Ron Thornton, Eric Chauvin, Mitch Suskin et Kevin Kutchaver
- Compagnies de production : Babylonian Productions et Warner Bros Television
- Compagnie de distribution : Warner Bros Television
- Pays d'origine :  États-Unis
- Langue : Anglais Dolby Surround
- Durée : 45 minutes
- Image : Couleurs
- Ratio : 1.78:1 panoramique 16/9
- Pellicule : Super 35 mm
- Genre : Space opera

## Téléfilms
1. Premier Contact Vorlon (The Gathering) (1993) est le pilote de la série ;
2. Au commencement (In the Beginning) (1997) raconte la genèse de l'histoire, en particulier la Guerre Terre-Minbari ;
3. La Cinquième Dimension (Thirdspace) (1998) se situe pendant la quatrième saison, après la guerre contre les Ombres ;
4. La Rivière des âmes (The River of Souls) (1998) se situe après la cinquième saison ;
5. L'Appel aux armes (A Call to Arms) (1999) se situe cinq ans après la cinquième saison et sert d'introduction à 2267, ultime croisade ;
6. Babylon 5 : La Légende des Rangers (Babylon 5: The Legends of the Rangers: To Live and Die in Starlight) (2002).

## Chronologie réelle / de visionnage
La chronologie de déroulement des évènements dans le monde de Babylon 5 qui correspond également à l'ordre de visionnage de la série (mis à part pour le téléfilm "Au commencement" qui se déroule dans le futur et le passé (années 2245 à 2248 + 2278) et qui est donc difficile à placer sur la chronologie stricte des évènements).
Voici donc la chronologie/ordre de visionnage définie par J.M Straczynski lui-même.

1. Premier Contact Vorlon (1993)
2. Saison 1
3. Saison 2
4. Saison 3
5. Saison 4 jusqu'à l'épisode 8
6. La cinquième Dimension (1998)
7. Reste de la saison 4
8. Au commencement (1997)
9. Saison 5 jusqu'à l'épisode 21
10. La rivière des âmes (1998)
11. Babylon 5 : La Légende des Rangers (2002)
12. Reste de la saison 5
13. L'appel aux armes (1999)
14. 2267, ultime croisade
15. Babylon 5 : The Lost Tales (en) (2007)

## Commentaires

### Genèse de la série
Babylon 5 présente une particularité assez rare dans l’écriture des séries télévisées : les cinq saisons et leur contenu étaient prévus dès le début du projet, même si la saison 4 a été adaptée pour faire face au risque du non-renouvellement de la série. Joe Michael Straczynski avait écrit une histoire en cinq saisons correspondant à cinq années civiles, de 2258 à 2262 :
- la première comme introduction avec des épisodes apparemment isolés (stand-alone episodes en anglais), mais une lente montée de la tension ;
- la seconde comme une accélération de l’histoire ;
- la troisième voit le drame lancé et les héros se débattre contre lui ;
- la quatrième résout en partie les principales trames du drame ;
- et enfin, la cinquième met en scène les conséquences de la saison 4 sur un an.

Straczynski avait prévu la réticence des sociétés de production face à un projet de science-fiction pour la télévision : Star Trek restait la référence et la concurrence restreinte à V était en train de ruiner en effets spéciaux son producteur Warner Bros. Au bout de dix ans, la Warner accepte de financer un pilote, puis une saison grâce à une promesse de Straczynski : le budget serait tenu grâce à des effets spéciaux engendrés par ordinateur et non plus par de coûteuses maquettes. Cette contrainte se transforma en une aubaine, car Babylon 5 fait maintenant office de précurseur en matière d’images de synthèses. Malgré les hésitations régulières du diffuseur PTEN lors des renouvellements en fin de saison, la série dura les cinq saisons prévues par Straczynski, malgré la concurrence de Star Trek: Deep Space Nine qui se déroule également dans une station spatiale.